# Kákújidák
A Kákújidák egy dajlami származású iráni emírdinasztia tagjai voltak, akik először Iszfahánt uralták (1008 k. – 1051/1052), hatalmukat a szeldzsukok döntötték meg, de atabégekként megőrizék hatalmukat a 12. század közepéig Jazdban és Abarkúhban.
A Buvajhidák rokonaiként emelkedtek fel. Fahr ad-Daula, Rajj, Hamadán, Tabarisztán és Gorgán ura halála után két fia, Madzsd ad-Daula és Samsz ad-Daula örökölte birtokait. Helyettük azonban energikus anyjuk, Szajjida uralkodott, aki hatalmát biztosítandó unokaöccsének, Dzsaafar ibn Kákújának adta át Iszfahán irányítását Alá ad-Daula („a dinasztia magassága”) néven.
Dzsaafar legkésőbb 1008-ban lett Iszfahán ura. Unokatestvérét, Samsz ad-Daulát még segítette is egy hamadáni lázadás leverésében, azonban annak 1021 halála után fia, Szamá ad-Daula elől 1023/1024-ben elfoglalta tartományát. Nyugat felé is terjeszkedett, a kurd Annázidáktól elragadta Hulvánt.
Az alapító 1041-es halála után Iszfahánt Farámurz nevű fia, Hamadánt pedig egy másik rokon, Garsászp Alá ad-Daula örökölte. Farámurzot a szeldzsukok fosztották meg hatalmától, de meghagyták számára Jazd és Abarkúh vidékét, ahol utódai még mintegy évszázadon át uralkodtak, számos építészeti emléket hagyva maguk után.